# Bodziszek żałobny
Bodziszek żałobny (Geranium phaeum  L.) – gatunek rośliny wieloletniej z rodziny bodziszkowatych. Występuje w Europie, w Polsce na południu.

## Rozmieszczenie geograficzne
Gatunek o zasięgu środkowo-południowoeuropejskim. Zwarty zasięg obejmuje góry Europy środkowej i południowej od Pirenejów, przez Masyw Centralny, Alpy, północne Apeniny, Bałkany po Karpaty. 
Przez Polskę przebiega północna granica zasięgu gatunku. Jest rozpowszechniony w górach, rośnie w piętrze regla dolnego, bardzo rzadko po piętro kosówki – w Sudetach i Karpatach, dalej ku północy stopniowo zanika i spotykany jest na coraz bardziej rozproszonych stanowiskach. W północnej i zachodniej części kraju jest gatunkiem znanym z nielicznych stanowisk antropogenicznych.

## Morfologia

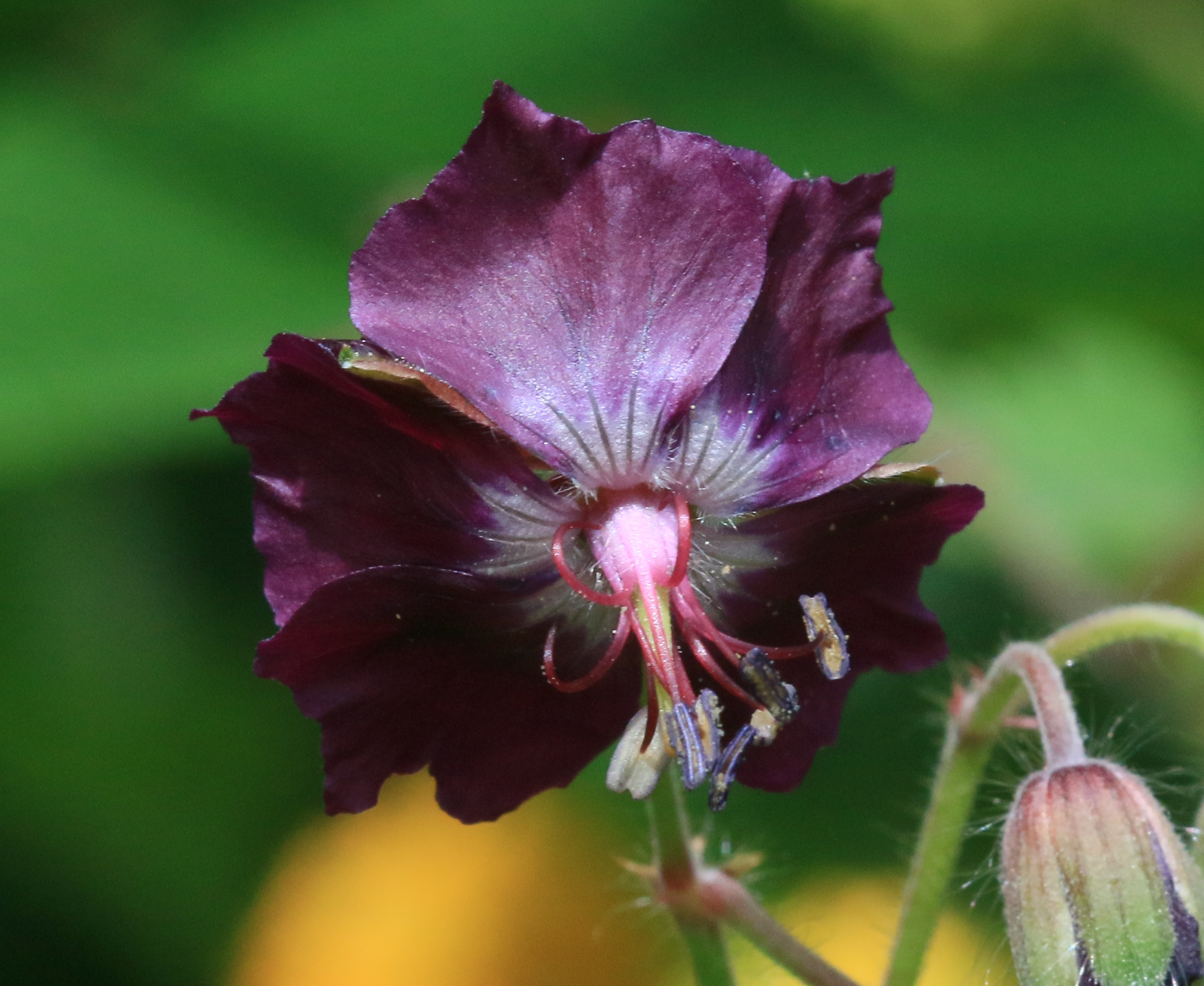
Kwiat

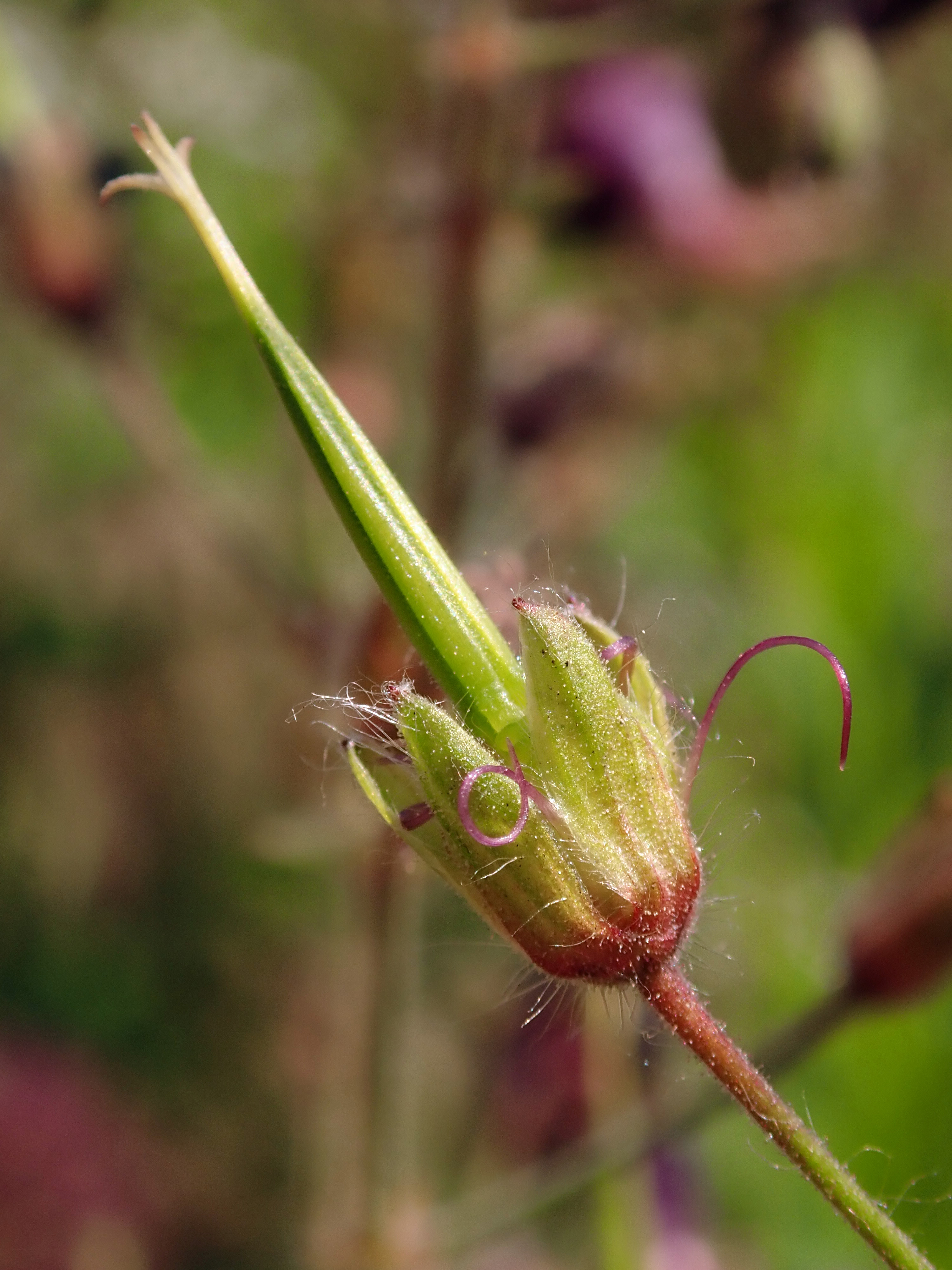
Owoc

PokrójWieloletnia roślina zielna o wysokości do 70 cm, tworząca kępy.
ŁodygaWzniesiona, rozgałęziona od nasady, owłosiona szorstko i ulistniona.
LiścieLiście ozdobione dużymi czerwonawymi wybarwieniami. Liście dolne długoogonkowe, dłoniasto 5–7 – dzielne, o ząbkowanych szerokich odcinkach jajowatych, nacinano-karbowanych. Liście łodygowe skrętoległe, zmniejszające się ku górze.
KwiatyKwiaty liczne, zebrane po 2 na długich szypułkach. Kwiaty duże, ciemne, czarnofioletowe lub czerwonobrunatne, płasko rozpostarte, o jajowatych płatkach, w miarę przekwitania odgiętych. Miodniki znajdują się u nasady pręcików zewnętrznego okółka. Kwiaty przedprątne, owadopylne. Kwitnie od maja do lipca. Niekiedy zakwita jesienią, w październiku.
OwocSzorstko owłosiona rozłupnia. Roślina samosiewna. Po dojrzeniu nasion ości poszczególnych owocolistków budujących rozłupnię gwałtownie wyprostowują się do góry, wyrzucając nasiona (gładkie rozłupki).

## Biologia

### Rozwój
Bylina, hemikryptofit.

### Cechy fitochemiczne
Wśród substancji wyizolowanych z olejków pochodzących z części nadziemnych rośliny dominują pochodne kwasów tłuszczowych. Organy podziemne natomiast bogate są w kwas palmitynowy i kwas oleinowy.

## Ekologia
Rośnie w cienistych, żyznych i średnio wilgotnych lasach liściastych – w lasach łęgowych, grądach i lasach dębowo-bukowych. Spotykana w zaroślach na obrzeżach lasów oraz na świeżych łąkach i w ziołoroślach. Optimum znajduje w lasach łęgowych i w ich okrajkach. Preferuje siedliska półcieniste, świeże, żyzne, gleby gliniaste i gliniasto-piaszczyste, mineralno-próchniczne, o odczynie obojętnym. W klasyfikacji zbiorowisk roślinnych gatunek charakterystyczny dla zespołu roślinności Ass. Alnetum incanae.

## Zastosowanie i uprawa

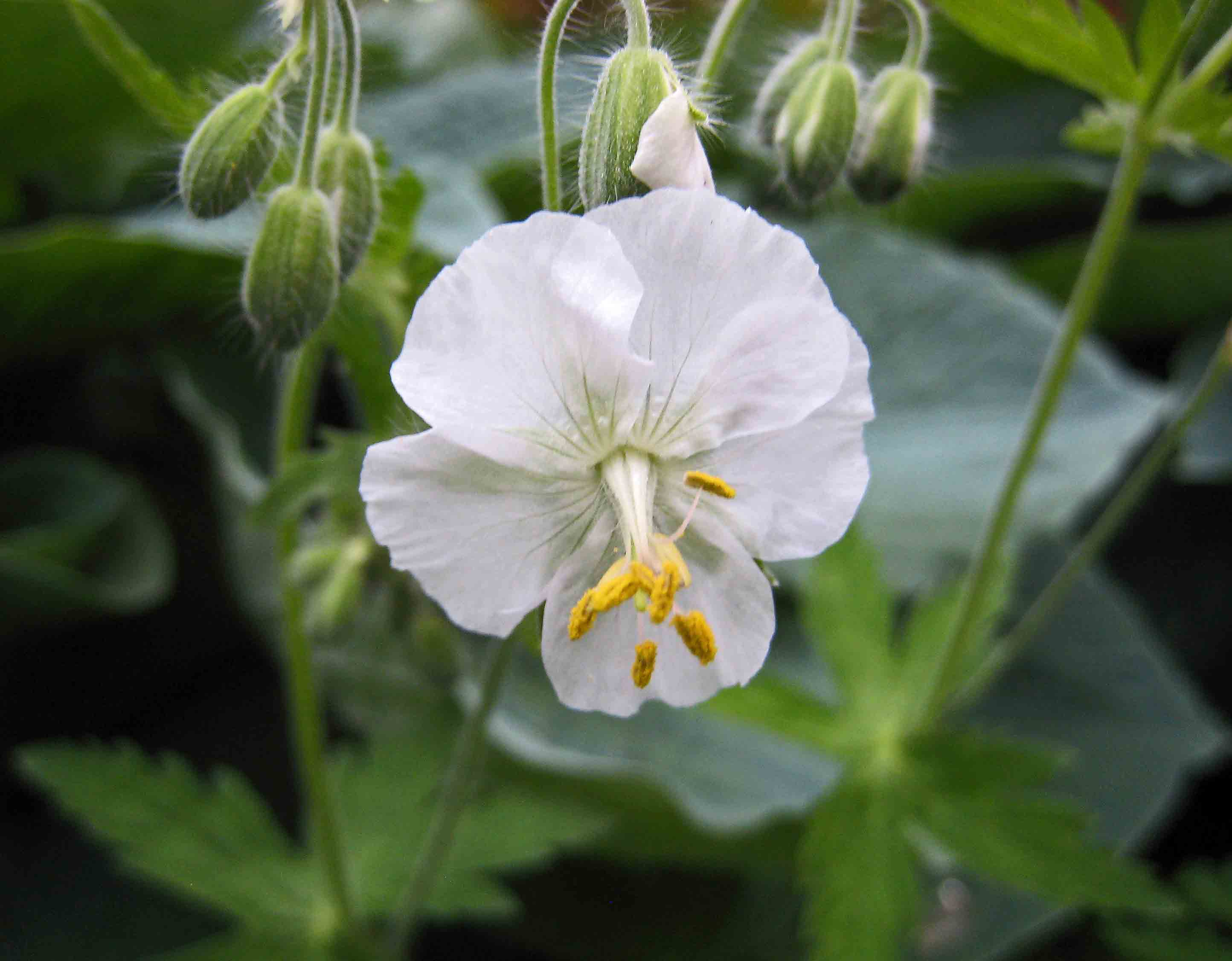
Kultywar 'Album'

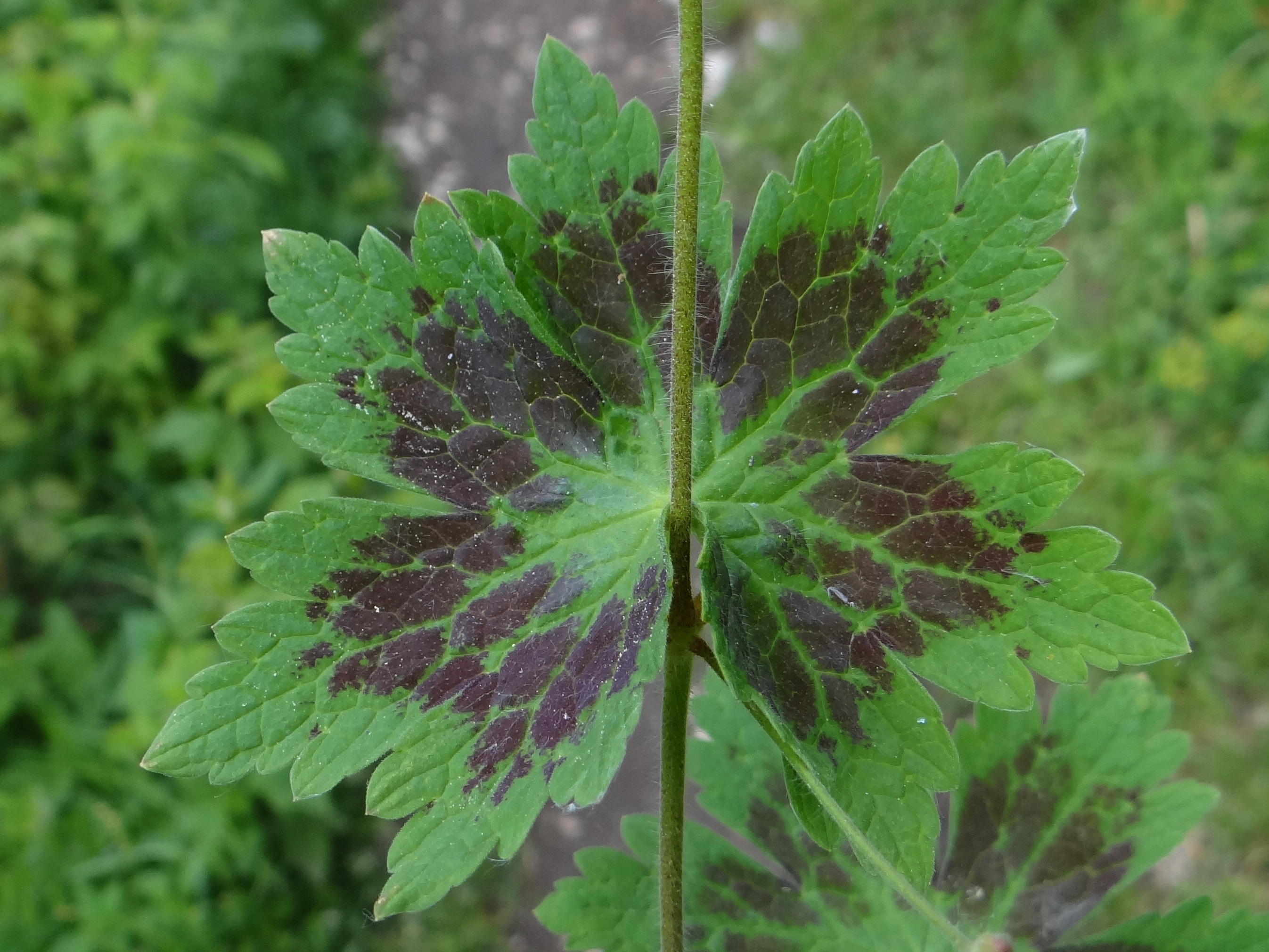
Na liściach często występują czerwonawe wybarwienia

- Zastosowanie. Ze względu na swoje ładne kwiaty jest uprawiany jako ogrodowa roślina ozdobna. Oprócz typowej formy gatunku uprawiane są odmiany i kultywary o bardziej ozdobnych kwiatach, istnieją też odmiany o barwnych liściach[6]. Nadaje się do ogrodów skalnych, na rabaty i jako roślina okrywowa. Odmiana Geranium phaeum var. lividum ma kwiaty bladoróżowe, kultywar 'Lily Lovell' kwiaty duże i białe, a 'Variegatum' liście żółto obrzeżone z różowymi plamami[6].
- Uprawa. Najlepiej rośnie na słonecznym stanowisku i wlgotnej, ale przepuszczalnej ziemi[6]. Rozmnaża się go z nasion wysiewanych wiosną lub przez podział rozrośniętych kęp jesienią[6].